# Åkerlundh Nunatak
Åkerlundh Nunatak är en nunatak i Antarktis. Den ligger i Västantarktis. Argentina, Chile och Storbritannien gör anspråk på området. Toppen på Åkerlundh Nunatak är 5 meter över havet.
Terrängen runt Åkerlundh Nunatak är huvudsakligen platt, men åt nordost är den kuperad. Trakten är obefolkad. Det finns inga samhällen i närheten. 